# Lapinjärvi
Lapinjärvi (/ˈlapinˌjærʋi/) ở tiếng Phần Lan hay Lappträsk trong tiếng Thụy Điển) là một đô thị của Phần Lan.
Lapinjärvi nằm tại tỉnh Nam Phần Lan và là một phần của vùng Đông Uusimaa. Đô thị có dân số 2.930 (30 tháng 11 năm 2007) với diện tích là 339,31 km² trong đó có 8,38 km² là diện tích mặt nước. Mật độ dân số là 9 người / km².
Đây là đô thị sử dụng hai ngôn ngữ. Đa số dân dùng tiếng Phần Lan và thiểu số dùng tiếng Thụy Điển.